# Folkhemmet
Folkhemmet ("a casa do povo ") é um conceito político que desempenhou um papel importante na história do Partido Social Democrata sueco e do estado de bem-estar sueco . Às vezes também é usado para se referir ao longo período entre 1932 e 1976, quando os social-democratas estavam no poder (exceto por um breve período em 1936, quando Axel Pehrsson-Bramstorp, da Liga dos Agricultores, foi primeiro-ministro ) e o conceito foi colocado em prática., mas também funciona como um nome poético para o estado de bem-estar sueco. Às vezes referido como "o Caminho do Meio Sueco", o folkhemmet era visto como um meio-termo entre o capitalismo e o socialismo . A base da visão folkhemmet é que toda a sociedade deve ser como uma família, onde todos contribuem, mas também onde todos cuidam uns dos outros. Os sucessos dos social-democratas suecos no período pós-guerra são muitas vezes explicados pelo fato de que o partido conseguiu motivar grandes reformas sociais com a ideia do folkhemmet e do esforço conjunto da família nacional.
Folkhemmet é uma metáfora para uma sociedade, politicamente organizada para incluir todos os cidadãos.
O termo folkhemmet foi sucedido por outros, como a sociedade forte, mas sobreviveu com um tom nostálgico, entre outras coisas como um nome poético para o estado de bem-estar sueco.
Acredita-se que o termo tenha suas raízes na visão de Rudolf Kjellén de uma sociedade de estilo corporativista baseada na colaboração de classes no interesse nacional, além de ideias da Sociedade Fabiana e do Progressivismo Americano.
Os líderes social-democratas Ernst Wigforss -ávido seguidor da Escola de Estocolmo-, Gustav Möller e Per Albin Hansson, um corporativista social, são considerados os principais arquitetos do folkhemmet, com inspiração nos social-democratas dinamarqueses CV Bramsnæs e Karl Kristian Steincke . Mais tarde, foi desenvolvido pelos primeiros-ministros Tage Erlander e Olof Palme até que o Partido Social Democrata perdeu o poder em 1976. Outro importante proponente foi Hjalmar Branting, que entrou em contato com o conceito enquanto estudante na Universidade de Uppsala, e se tornou o primeiro primeiro-ministro socialista da Suécia.

## A ideia de Folkhemmet
Durante um debate de referência em 1928, o conceito de "casa do povo" foi incorporado à retórica social-democrata por Per Albin Hansson; antes disso, ele também havia considerado a alternativa, e mais democrática, "Medborgarhemmet", mas finalmente passou a enfatizar o conceito anterior e mais pronto para uso (o discurso foi intitulado Folkhemmet, a casa do cidadão), e em contraste com Rudolf Kjellén e seus - com a caracterização de Wigfors - círculos conservadores ou radicais de direita, onde o conceito antes florescia, ele já havia enfatizado em 1921 que o "lar" social-democrata seria estabelecido em "base sólida da democracia" e se tornar um "bom lar para todos os suecos". Ele quis dizer metaforicamente que a Suécia deveria se tornar um lar para todo o povo, que seria caracterizado pelo consenso e pela igualdade; 
Um dia deve acontecer que a Suécia da sociedade de classes seja substituída pela Suécia do povo
E continuou:
A base do lar é união e empatia. O bom lar não conhece privilegiados ou desfavorecidos, nem cobaias, nem enteados. Lá, um não despreza o outro. Lá ninguém tenta ganhar vantagem à custa dos outros, o forte não oprime e saqueia o fraco. No bom lar há igualdade, consideração, cooperação, ajuda. Aplicado à casa do grande povo e do cidadão, isso significaria a quebra de todas as barreiras sociais e econômicas, que agora dividem os cidadãos em privilegiados e atrasados, em governantes e dependentes, saqueadores e saqueados.

A sociedade sueca ainda não é o lar do bom cidadão. Há de fato uma igualdade formal aqui, a igualdade nos direitos políticos, mas socialmente a sociedade de classes ainda existe, e economicamente prevalece a ditadura de poucos. As diferenças às vezes são gritantes; enquanto alguns vivem em palácios, muitos consideram uma bênção poder permanecer em suas cabanas mesmo durante o inverno frio; enquanto alguns vivem em abundância, muitos vão de porta em porta por um pedaço de pão, e os pobres estão ansiosos pelo amanhã, onde a doença, o desemprego e outros infortúnios espreitam. Para que a sociedade sueca se torne o lar do bom cidadão, a distinção de classe deve ser removida, a assistência social desenvolvida, a equalização econômica deve ocorrer, a participação do povo trabalhador também na gestão econômica, a democracia implementada e aplicada também social e economicamente.
Ele foi acusado por seus camaradas de partido nos municípios de ser conservador, ou pelo menos se distanciar do socialismo, e não menos do marxismo, mas isso só começou a ser ouvido em meados da década de 1940. No entanto, essa ideia de consenso tornou-se fundamental para a política que ele perseguia.

Per Albin também não entendeu quem o criticava, mas acreditava que a ideia do Folkhemmet não era de forma alguma um afastamento da ideologia dos social-democratas. Foi assim que ele colocou em um post na discussão do novo programa do partido em 1942:
Em uma declaração de ano novo, fiz uma tentativa de combinar a ideologia da luta de classes com a ideologia da casa do povo. Não entendo aqueles em nosso movimento que tentam criar uma contradição quase irremediável e dizem: agora abandonamos a ideologia da luta de classes e passamos para a ideologia da casa do povo. Tanto quanto posso entender, a diferença é que usamos termos diferentes. É claro que as condições também permitiram um maior entendimento entre as turmas e uma maior cooperação. Mas por trás da ideia de casa do povo não há rendição à exigência da ideologia da luta de classes de que as contradições da sociedade sejam eliminadas. Não é possível construir a sociedade como um lar do povo com base em injustiças mantidas, mas é o caso que a ideia de um lar do povo enfatiza muito mais fortemente que o pré-requisito para a cooperação deve ser justiça igual para todos e cuidado para todos. Então não acho difícil chegar a uma ponte real e encontrar uma expressão para nossa visão real.
A ideia da casa do povo surgiu ao mesmo tempo em que a ideia de socialização era questionada e significava o distanciamento final da ideia ortodoxa de luta de classes, que havia sido importante no início do movimento social-democrata. Os social-democratas, em vez disso, adotaram a ideia de uma economia planejada e o que na década de 1960 seria chamado de socialismo funcional, de que o Estado por meio de leis governa a vida empresarial em vez de possuí-la. Folkhemmet também se caracterizou pelo fato de que o Estado ganhou maior poder, mesmo quando a liberdade de movimento do indivíduo foi restringida para aumentar o bem-estar dos cidadãos. Dessa forma, os antagonismos de classe seriam equalizados. Fundamental para essa reversão política foi que Per Albin Hansson tinha uma compreensão de "democracia" como autogoverno popular.
A ideia da casa do povo começou a ser concretizada pelos social-democratas após as eleições de 1932, juntamente com partes do centro político, o Sindicato dos Agricultores (Partido do Centro), a partir da resolução da crise em 1933 (“o comércio de vacas” ) e na cooperação governamental nos anos 1936-1957 (com exceção do período após a Segunda Guerra Mundial, 1945-1951), por exemplo através da introdução da Lei Nacional de Pensões em 1935, o feriado legal de duas semanas em 1938 e seguro de saúde universal em 1955. O principal objetivo da política econômica, que foi em grande parte baseado nas teorias da política de estabilização do economista Gunnar Myrdal, foi a luta contra o desemprego e a implementação do chamado economia planificada, a fim de – como passou a ser chamada no programa do Partido Social Democrata em 1944 – “assegurar a todos os cidadãos um padrão de vida correspondente ao retorno do trabalho conjunto”. Durante o debate da chamada economia planificada, no final da década de 1940, essa política foi duramente criticada por empresários e burgueses; O líder do Partido Popular Bertil Ohlin no início da década de 1950 queria, em vez disso, o que ele chamou de "economia de estrutura". No entanto, este debate, e a melhoria geral da situação económica após a guerra, levaram o governo social-democrata a suspender as socializações planejadas, a favor da expansão do setor público e dos sistemas de transferências, financiado pelo aumento dos impostos.
Em 1934, Alva e Gunnar Myrdal publicaram Crisis in the Population Question, que teve um enorme impacto na chamada política de população ativa. Lá eles lançaram a primeira política populacional radical e progressista, e defenderam medidas de política social para ajudar as famílias com crianças. Alva Myrdal como autora de livros sobre e como modelo para a emancipação das mulheres e a política familiar, criaram uma mudança social significativa em vários níveis. Esses ideais foram implementados na combinação da expansão do setor público, a política de crise econômica de Wigfors, o trabalho de reforma de Gustav Möller com pensões nacionais, seguros públicos e segurança para funcionários e a política habitacional de Gunnar Myrdal. A questão populacional e sua aplicação, deu início ao que se chamou de "engenharia social", e foi um documento de programa para a casa pública sueca.
A característica dessa política de bem-estar era uma clara ancoragem nas ciências sociológicas, onde as medidas políticas eram baseadas em evidências de suas descobertas científicas contemporâneas em combinação com os objetivos ideológicos. Ao mesmo tempo, os campos de pesquisa sociológica nas universidades cresceram e novas disciplinas científicas foram estabelecidas. Essa abordagem sociológica tornou-se, em alguns aspectos, quase comparável a uma mudança de paradigma que se estendeu além da estrutura tradicional da política.
Outra obra importante que descrevia a ideia de lar popular foi a brochura de Karl Fredriksson "Socialismen i folkhemmet", que se tornou a primeira introdução dos novos membros à base ideológica do partido. Fredriksson descreveu a casa do povo como a política de bem-estar social à qual a social-democracia sueca está associada. Essa política assistencialista foi expressa no programa do partido a partir de 1960. Em 1967, o professor Gunnar Inghe acreditava que a palavra 'casa do povo' estava desgastada e levemente paródica, sendo substituída pelo termo internacional 'sociedade assistencialista', mas que a casa do povo não era apenas uma instituição social, como a sociedade de bem-estar, mas também significava comunidade e solidariedade.

## Origem
A razão pela qual Per Albin Hansson escolheu esse conceito tem sido objeto de várias interpretações. De acordo com o biógrafo de Per Albin, Anders Isaksson, ele buscou uma "metáfora unificadora" e estava "obviamente bem ciente do potencial da união entre o lar, o nacionalismo e o socialismo", e através do lar popular ele foi capaz de unir a identidade de classe, em um partido para mais classes e "ampliar a base de eleitores". Sten O Karlsson aponta em seu "The intelligent society: A reinterpretation of the social-democrat idea history"  Hansson acreditava que uma das tarefas mais importantes da democracia era “matar o espírito de classe”, (ou seja, também da classe alta) em favor do “espírito cívico”, incluindo valores como “preocupação” , "justiça", "solidariedade" e "humanidade". De acordo com Karlsson, a associação entre "democracia" e "socialismo" tinha um significado psicológico para Hansson. Diferentes análises deram respostas diferentes sobre a existência de conexões ideológicas entre Hansson e Kjellén. O que Karlsson quer dizer é que há semelhança em algumas coisas e diferenças em outras, mas que a coincidência não poderia ter acontecido sem a desconstrução do marxismo por Nils Karleby, defendendo um marxismo "funcional", baseado no reformismo - "o socialismo realista por preferência" , com as palavras de Karlsson

## Folkhemmet hoje
Grandes partes da política pública tradicional de habitação, como a política ativa de habitação social, sofreram grandes mudanças nas últimas décadas. Isso também se aplica à "arrumação planejada" que começou a ser eliminada a partir da década de 1980.

Uma das visões políticas mais centrais de Göran Persson incluia, entre outras coisas, um desenvolvimento ecologicamente sustentável. Em uma carta do conselho, publicada em dezembro de 2004, os social-democratas sob Mona Sahlin escrevem: 
Assim como quando construímos a casa do povo, trata-se de assumir a responsabilidade. Então talvez principalmente uma ideia de família e uma ideia de classe. Agora em solidariedade e assumindo a responsabilidade pelas gerações futuras, mas também em solidariedade com outros povos da nossa terra.
Há vários anos, os sociais-democratas suecos enfatizam o lar do povo como um objetivo ideológico e sua intenção de construir um lar do povo moderno. No livro de Jimmie Åkesson "Det moderna folkhemmet", ele apresenta o folkhemmet como uma sociedade onde a luta de classes é substituída por coesão, bem-estar seguro para os habitantes do país e uma política de migração restritiva.
O período entre 1945 e 1960 é muitas vezes chamado de "período folkhemmet", onde cerca de 900.000 casas foram construídas na Suécia. A arquitetura de Folkhems é caracterizada pela simplicidade cuidadosa e de pequena escala no design e pela ideia de bairro no planejamento urbano geral, ao mesmo tempo em que tinha ambições sociais e políticas. A construção de casas do povo sueco também chamou a atenção no exterior e foi a primeira vez que arquitetos estrangeiros se inspiraram na arquitetura sueca em escala maior.

## A influência de Myrdal
Durante a década de 1930, a engenharia social tornou-se uma parte importante do folkhemmet . O livro de 1934 de Alva e Gunnar Myrdal, Crisis in the Population Question, inspirou uma política radical e progressiva sobre como lidar com uma população em declínio. Várias mudanças ocorreram neste período, incluindo a expansão do setor público, as políticas econômicas de Wigforss, a reforma do sistema previdenciário de Gustav Möller e as políticas habitacionais de Gunnar Myrdal.
Nas décadas de 1940 e 1950, foram demolidas casas velhas e desgastadas que serviam como moradias superlotadas da classe baixa. Em vez disso, as pessoas receberam moradias modernas com banheiros e janelas para deixar a luz entrar em todos os cômodos, a chamada arquitetura funkis . Da mesma forma, novos conjuntos habitacionais - ou "subúrbios da classe trabalhadora" - foram construídos nas décadas de 1960 e 1970 para atender às necessidades da população crescente no programa Miljon ("Programa Milhões").
A Escola de Estocolmo serviu como principal base teórica econômica  para o desenvolvimento e planejamento das políticas adotadas no período Folkhemmet, sendo Gunnar Myrdal o principal influente, pois além de trabalhar academicamente como teórico, Gunnar Myrdal também atuou politicamente, sendo deputado do Parlamento Sueco e Ministro do Comércio.